# だいらんど
『だいらんど』（DIELAND）は、がぁさんによる日本の漫画作品。『ヤングキングアワーズ』（少年画報社）にて1998年6月号から1999年9月号にかけて連載された。単行本は大都社のハードコミックスから全1巻。

## 概要
『オズの魔法使い』『青い鳥』『不思議の国のアリス』等をベースにしたオリジナル作品。作中にもこれらの童話のパロディが頻繁に登場する。作者が単行本のあとがきで「本当にやりたいネタ」をやらせてくれたアワーズ編集部に感謝の意を述べている。

## あらすじ
冴えない中年ヤクザ・正は敵対勢力の要人暗殺に失敗し、夜の街を独り逃走。追っ手に囲まれて撃つか撃たれるかという最中、メルヘンな異世界「だいらんど」内の「お昼の国」に迷い込む。正は裏でこの様子を見て笑ってる奴がいると確信し、正をこの世界に連れてきた「夜の王様」に会いに、偶然命を救ったために懐かれたメリーアン姫とともに「夜の国」へと向かう。

## だいらんどの設定
「昼の国（お昼の国）」、「大人の国」、「子供の国」、「動物の国」、「海の国」、「夜の国」の6つの国から成っており、次の国に進むためには「パスポート」を手にする必要がある。パスポートを持たずに国外に出ようとすると「お昼の国」に強制送還させられる。
それぞれの国は、入国者の子供の頃に形成された価値観を揺さぶったり、トラウマを刺激したりして、入国者を国民化させようとする。国民となった者は外見がディフォルメ化され、アニメのようなリアクションを取るようになり、それまでの記憶を失って国の一部として組み込まれてしまう。

## 主な登場人物
正（まさ）
本名：正雄。冴えない中年ヤクザ。36歳。所謂「鉄砲玉」として敵対勢力の要人暗殺に赴くが失敗し路地裏まで追い込まれ、覚悟を決めて路地裏から出たところ、メルヘンな世界「だいらんど」へ迷い込んでしまう。
ジャック
「夜の王様の忠実な家来」を名乗る、下半身のないピエロの人形。各世界の紹介をしつつ、だいらんどに迷い込んだ者を「夜の国」にいざなう役目を担う。だいらんどの中で唯一、正を本名で呼ぶ。
メリーアン姫
「お昼の国」のひまわり城の王女。22歳。巨大ハンバーガーに押し潰されそうになっているところを正に助けられて以降、正に懐いている。ただし、正が最初自己紹介をするときにチンピラと名乗ったために、正の事を「チンピラ様」と呼ぶ。
ルーシー
「大人の国」の大統領補佐官を務めていた女性。正を気に入り、その後も帯同する。
夜の王様
「夜の国」に住み、だいらんど全体をつかさどる存在。彼に会うことができれば元の世界に帰れるとされている。